# Borgosatollo
Borgosatollo är en ort och kommun i provinsen Brescia i regionen Lombardiet i Italien. Kommunen hade 9 277 invånare (2018).